# Estadio Wunna Theikdi
El Estadio Wunna Theikdi (en birmano: ဝဏ္ဏသိဒ္ဒိ အားကစားကွင်း) (también conocido como Estadio Zabuthiri) es el nombre que recibe un estadio de usos múltiples en Naipyidó (Naypyidaw), en el país asiático de Birmania (también conocido localmente como Myanmar). Tiene capacidad para recibir a unos 30.000 espectadores. El estadio fue sede de los Juegos de 2013 del sudeste de Asia y la clausura y apertura de los Juegos de 2014 de la ASEAN.
El Estadio Wunna Theikdi fue construido a semejanza y utilizando el mismo diseño y especificaciones que el Estadio Zayarthiri de la ciudad de Naypyidaw y el Estadio Mandalarthiri de la ciudad de Mandalay, los tres recintos fueron utilizados en los Juegos del Sudeste Asiático 2013.